# Mariella Mehr
Mariella Mehr (ur. 27 grudnia 1947 w Zurychu, zm. 5 września 2022) – szwajcarska pisarka, poetka, dziennikarka mieszkająca pod koniec życia w Toskanii. Urodzona w rodzinie Jeniszów stała się ofiarą prowadzonej przez Fundację Pro Juventute akcji „Dzieci Ulicy” (org. Kinder der Landstraße), w ramach której rodzicom odbierano prawa rodzicielskie, dzieci umieszczano w rodzinach zastępczych, sierocińcach, a nawet w szpitalach psychiatrycznych i więzieniach. Działania te odbywały się za przyzwoleniem rządu szwajcarskiego, który do lat 70. XX w. prowadził wynaradawiania tej mniejszości etnicznej. Mehr zaczęła publikować od 1975 roku. Wydana w 1981 roku autobiograficzna powieść Epoka kamienna (Steinzeit) stanowi rozliczenie z traumatyczną przeszłością. Za działania na rzecz praw mniejszości i grup marginesu społecznego otrzymała w 1998 roku tytuł doktora honoris causa Wydziału Historyczno-Filozoficznego Uniwersytetu w Bazylei.

## Powieści w języku polskim
- Oskarżona (Angeklagt – 2002, wyd. polskie 2011)